# Nadia Zyncenko
Nadia Zyncenko (Napoli, 1º aprile 1948) è una meteorologa argentina di nascita italiana e genitori ucraini. Storica presentatrice del meteo sulla tv pubblica argentina, è conosciuta come "la mujer del clima de la TV Pública".

## Biografia
Nadia Zyncenko è la figlia di Vladimir Zyncenko, un veterano ucraino dell'esercito russo nella seconda guerra mondiale, e l'ucraina María Petrenko (nata nel 1924). Dopo la guerra i suoi genitori si incontrarono a Roma e andarono a vivere a Bagnoli (allora un villaggio costiero a 5 km da Napoli, ora un quartiere a ovest della città), dove nacque Nadia.
 È cresciuta con i suoi genitori in una zona rurale di Pilar, nella provincia di Buenos Aires, a 40 km dalla città di Buenos Aires. Qui nacquero i suoi due fratelli, Pablo e Pedro. 

## Carriera
Zyncenko entrò alla Facoltà di Scienze esatte e naturali presso l'Università di Buenos Aires, dove ottenne una borsa di studio dal Servizio Meteorologico Nazionale, un'agenzia di stato che a quel tempo era dipendente dalla Argentine Air Force. È membro attivo dell'Organizzazione internazionale dei presentatori meteorologici.
Nel 1980 guadagnò la posizione di "conduttrice del clima" su Televisión Pública Argentina (Canal 7), la stazione televisiva statale. Allo stesso tempo ottenne un lavoro sul Canale 11 di Buenos Aires (attualmente Telefe). Nel 1992, iniziò a lavorare come "la donna del tempo" sul canale di stato, dal lunedì al venerdì alle 9:00 e a mezzogiorno e la domenica a mezzanotte. Nel frattempo, mantenne il suo lavoro presso il National Meteorological Service (nel ruolo di "capo della meteorologia aeronautica" ad Aeroparque, tra gli altri), fino al 2010.
Nel 2000 fu ospite nella serie tv Sábado Bus.
Lunedì 4 giugno 2012, iniziò il suo programma televisivo di mezz'ora, Nadia 6:30, su Televisión Pública Argentina.
Il 18 maggio 2014 ricevette un riconoscimento speciale alla carriera ai Martín Fierro Awards.
Il 6 febbraio 2018, Zyncenko lasciò la Televisión Pública, apparentemente per aver superato, a 69 anni, l'età della pensione. L'8 febbraio 2018, il governo prolungò la pensione fino all'età di 70 anni per uomini e donne.